# Victor Jouseau
Victor Jouseau (* 6. Dezember 1989 in Sainte-Foy-lès-Lyon) ist ein französischer ehemaliger Fußballspieler.

## Karriere
Jouseau wechselte 2005 als Jugendspieler zum korsischen Verein AC Ajaccio und wurde 2008 in dessen Profikader aufgenommen. Mit 19 Jahren gelang ihm am 27. Januar 2009 sein Zweitligadebüt, als er beim 2:3 gegen den FC Metz in der 79. Minute eingewechselt wurde. Allerdings blieb dies sein einziger Einsatz für die Mannschaft, bis er sich im Sommer 2009 für einen Wechsel zum Ligakonkurrenten AC Arles-Avignon entschied. Nach einer Hinrunde, in deren Verlauf er kein einziges Mal für die Profimannschaft auflief, kehrte er nach Korsika zurück und unterschrieb beim Gazélec FCO Ajaccio. Bei dem Viertligisten wurde er zwar eingesetzt, verließ diesen aber bereits zum Saisonende 2009/10 und fand in dem ebenfalls viertklassigen Verein MDA Chasselay einen neuen Arbeitgeber. Dort konnte er sich im Team etablieren. Im Sommer 2013 wechselte er zum FC Limonest und spielte damit fortan nur noch sechstklassig.